# Beccas
Beccas település Franciaországban, Gers megyében. Lakosainak száma 122 fő (2022. január 1.). Beccas Barbachen, Buzon, Cazaux-Villecomtal, Haget és Malabat községekkel határos.

## Népesség
A település népességének változása:
| Lakosok száma | 69   | 62   | 77   | 83   | 110  | 113  | 118  | 119  | 120  | 122  |
|               | 1968 | 1982 | 1990 | 2006 | 2013 | 2015 | 2017 | 2019 | 2020 | 2022 |